# Галицкая площадь (Киев)
Галицкая площадь (укр. Галицька площа, в 1952—2023 годах площадь Победы) — площадь в Киеве между бульваром Тараса Шевченко, улицами Саксаганского, Дмитриевская, Златоустовская, Бульварно-Кудрявская, Олеся Гончара, Старовокзальная и Берестейским проспектом.
Такой адрес в Киеве имеют три здания: гостиница «Лыбедь» — № 1, цирк — № 2 и торговый центр «Украина» (ранее универмаг «Украина») — № 3.

## История
Площадь известна с XIX века. В 1860 году на ней был открыт рынок носильных вещей, получивший со временем название Еврейского базара (Евбаз) или Галицкого базара.
Площадь в 1869 году назвали Галицкой (отсюда начиналась дорога на Запад — в Галицию). В то же время на Галицкой площади была построена так называемая Железная церковь (из чугунных плит) святого Иоанна Златоуста (разрушена в 1930-х годах, ныне на этом месте здание цирка).
С 1952 года называлась Площадью Победы, в честь победы в Великой Отечественной войне. В 1960—1970-х годах была осуществлена реконструкция площади. В 1981—1982 годах была проведена очередная реконструкция, воздвигнут обелиск Городу-герою (высота 43 м). Между универмагом «Украина» и цирком был сооружён подземный переход.
9 февраля 2023 года площади вернули историческое название - Галицкая.

### Обелиск городу-герою Киеву
Обелиск в честь города-героя Великой Отечественной войны открыт 8 мая 1982 года. На стеле, облицованной белым мрамором, с двух сторон изображены бронзовые Звезды Героя Советского Союза и орден Ленина. Является памятником архитектуры.
25 апреля 2022 года участниками ОО «Ukraine: Direct Support» Марко Мельником и Вадимом Поздняковым из «ОО Світанок» со стелы было демонтировано 2 Ордена Ленина.
В сентябре 2023 года были убраны звёзды на боковых сторонах обелиска и аннотационная доска на русском языке. А также была изменена дата «1941» на «1939» — на год, когда началась Вторая мировая война. В ноябре этого же года с вершины стеллы была демонтирована золотая звезда.